# Maamora
Maamora (em árabe: المعمورة) é uma cidade e comuna localizada na província de Bouira, Argélia. Segundo o censo de 2008, a população total da cidade era de 3 652 habitantes.